# Crataegus mendosa
Crataegus mendosa är en rosväxtart som beskrevs av Chauncey Delos Beadle. Crataegus mendosa ingår i hagtornssläktet som ingår i familjen rosväxter. Inga underarter finns listade i Catalogue of Life.